# Панина, Валентина Васильевна
Валентина Васильевна Панина (Пустой шаблон {{ВД-Преамбула}} ) — советский хозяйственный и государственный деятель, лауреат Государственной премии СССР за выдающиеся достижения в труде.

## Биография
Родилась в 1940 году в селе Сюзюм.
В 1959—1962 годах — рабочая Сюзюмского механического завода.
В 1962—1969 годах — воспитатель детского сада шахты номер 7 треста «Киселёвскуголь»
В 1969—1995 годах — ученица закройщика, закройщица текстиля Киселевской обувной фабрики Министерства лёгкой промышленности РСФСР.
За значительное увеличение производства и улучшение качества товаров народного потребления была в составе коллектива удостоена Государственной премии СССР за выдающиеся достижения в труде 1980 года.
Депутат Верховного Совета РСФСР 10-11-го созывов.
Жила в Киселёвске.

## Награды
- Орден Трудового Красного Знамени
- Медаль За трудовую доблесть